# Даніель Граф
Даніель Граф (нім. Daniel Graf нар. 7 вересня 1981 , Гревенрода, Німеччина) — німецький біатлоніст, переможець та призер етапів кубка світу з біатлону, дворазовий чемпіон світу з біатлону серед юніорів.

## Виступи на чемпіонатах світу
| Рік  | Місце проведення | Інд | Спр | Пр | МС | Ест | ЗМ |
| 2005 | Гохфільцин       | 19  |     |    | 17 |     |    |
| 2008 | Естерсунд        | 33  | 7   | 19 | 17 |     |    |

## Кар'єра в Кубку світу
Першим роком Даніеля в біатлоні був 1990 рік, а починаючи з 2003 року він почав виступати за національну збірну Німеччини з біатлону.
- Дебют в кубку світу — 25 січня 2003 року в естафеті в Антхольці — 11 місце.
- Перше попадання в залікову зону — 11 грудня 2004 року в спринті в Осло — 22 місце.
- Перший подіум — 6 січня 2005 року в естафеті в Обергофі — 2 місце.
- Перший особистий подіум — 8 грудня 2007 року в гонці переслідування в Гохфільцині — 3 місце.

## Найкращий результат у сезоні
| № п/п | Сезон     | Місце проведення | Дисципліна           | Результат |
| ----- | --------- | ---------------- | -------------------- | --------- |
| 1     | 2002-2003 | Антхольц         | естафета             | 11        |
| 2     | 2003-2004 | Форт-Кент        | Гонка переслідування | 33        |
| 3     | 2004-2005 | Обергоф          | естафета             | 2         |
| 4     | 2005-2006 | Осло             | Гонка переслідування | 15        |
| 5     | 2006-2007 | Ханти-Мансійськ  | Гонка переслідування | 10        |
| 6     | 2007-2008 | Ханти-Мансійськ  | Мас-старт            | 2         |
| 7     | 2008-2009 | Гохфільцин       | естафета             | 9         |
| 8     | 2009-2010 | Ханти-Мансійськ  | спринт               | 30        |

За всі роки виступів на етапах кубка світу Даніель 5 разів підіймався на подіум пошани. 3 із 5 подіумів він здобував у складі естафетних збірних.

## Загальний залік в Кубку світу
- 2004–2005 — 22-е місце (219 очок)
- 2005–2006 — 55-е місце (52 очки)
- 2006–2007 — 53-е місце (43 очки)
- 2007–2008 — 13-е місце (444 очки)
- 2008–2009 — 87-е місце (18 очок)
- 2009–2010 — 101-е місце (11 очок)

## Статистика стрільби
| № п/п | Сезон     | Загальна         | Індивідуальна гонка | Спринт          | Гонка переслідування | Мас-старт       | Естафета       |
| ----- | --------- | ---------------- | ------------------- | --------------- | -------------------- | --------------- | -------------- |
| 1     | 2005-2006 | 85,4 % (111/130) | 0,0 % (0/0)         | 88,0 % (44/50)  | 83,8 % (67/80)       | 0,0 % (0/0)     | 0,0 % (0/0)    |
| 2     | 2006-2007 | 83,1 % (108/130) | 90,0 % (18/20)      | 80,0 % (24/30)  | 82,5 % (66/80)       | 0,0 % (0/0)     | 0,0 % (0/0)    |
| 3     | 2007-2008 | 84,3 % (332/394) | 85,0 % (51/60)      | 86,0 % (86/100) | 83,3 % (100/120)     | 85,0 % (85/100) | 71,4 % (10/14) |
| 4     | 2008-2009 | 79,7 % (98/123)  | 92,5 % (37/40)      | 83,3 % (25/30)  | 72,5 % (29/40)       | 0,0 % (0/0)     | 53,8 % (7/13)  |
| 5     | 2009-2010 | 90,0 % (9/10)    | 0,0 % (0/0)         | 90,0 % (9/10)   | 0,0 % (0/0)          | 0,0 % (0/0)     | 0,0 % (0/0)    |